# 交響曲第0番 (ブルックナー)
交響曲 ニ短調は、アントン・ブルックナーが作曲した交響曲の一つである。第0番という通称で呼ばれることがあるが、ブルックナーにとって3つ目の交響曲であり、第1番よりも後に書かれている。

## 曲の名称
ブルックナーはこの交響曲に通し番号を付けなかったとされており、それに従えば「交響曲 ニ短調」と呼ぶのが正式である。しかしブルックナーは以降も第3番、第9番と2つのニ短調交響曲を作曲しているため、区別のために通称の「第0番」やWAB (Werkverzeichnis Anton Bruckner) 番号の「WAB.100」を付けることが一般的となっている。通称の「第0番」は作曲者が晩年にこの曲の総譜に記した"{\displaystyle \emptyset }"の文字やその他の書き込みに由来し、ドイツ語では「ヌルテ（NULLTE）」と呼ぶ。英語でも「No.0」とすることが一般的であり、国際ブルックナー協会版スコアの英文序文でも「No.0」の記載は使われている。ただし現在国際ブルックナー協会から出版されているスコアには、「交響曲 ニ短調 NULLTE」と表紙に記されている。
ヨーゼフ・ヴェスによって初めてこの曲が世に紹介された時には「遺作の交響曲ニ短調」と呼ばれることもあった。現在ではこの名称はほとんど使われていない。

## 作曲の経緯

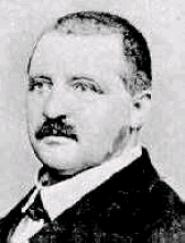
ブルックナー《1860年頃撮影》

1869年に着手され、その年に完成されたと思われる。これは交響曲第1番よりもあとである。当初「交響曲第2番」にする予定でもあったと言われる。
ただし、1863年から1865年ごろ（つまり交響曲第1番を書く以前）にこの曲の作曲が着手されていたとの説もある。この説は現在では否定的に受け止められることが多い（詳しくは後述）。
曲の完成後、ブルックナーはこの曲の初演をウィーン・フィルハーモニー管弦楽団の指揮者だったフェリックス・オットー・デッソフに打診するが、「第1主題はどこ？」と訊ねられたことで出来栄えに自信をなくし、この曲を引っ込めてしまった。
その後、特にブルックナー自身による改訂は行われなかったと思われる。ブルックナーは最晩年、若き日に作曲した譜面を整理し、残すに値しないと考えた作品を破棄したが、この交響曲は「{\displaystyle \emptyset }」「全く通用しない（ganz nichtig）」「たんなる試作（Nur ein Versuch）」「無効（ungiltig）」「取り消し（annulirt）」などと記して否定的に考えつつも残し、破棄は免れた（自筆譜、筆写譜、パート譜など、それぞれに様々な書き方で記入した）。

### 作曲者の、これら書き込みに込めた意図
特にブルックナーが記した「{\displaystyle \emptyset }」に込めた意図については、やや意見を分かつものがある。つまり、数字のゼロと理解してよいのか、数字であっても通し番号として「第1番の前」の意味で解釈してよいか、である。
これは、この曲の作曲時期にも関わっている。古い学説では、この曲は1863年から1865年ごろに着手されていたとの考え方が有力であった。つまり交響曲第1番以前である。そのため、通し番号として「第1番の前」の意味を含めて「第0番」と称したと考えられていた。
最近では、この曲は1869年着手との説が濃厚である。特に自筆譜の一部には「交響曲第2番 ニ短調」と記されてそれが消された形跡もある。そのため「取り消し」「無効」の意味を含めて「{\displaystyle \emptyset }」と記したとの考え方が広まっている。

### 作曲時期
現存する自筆スコアには、作曲者によって1869年の日付が記されている。最終的にこの年に完成されたことには、議論の余地は少ない。
その一方、残されたいくつかの書簡から、交響曲第1番以前に交響曲が作曲されたことが示唆されている。それが、このニ短調の交響曲の着手、あるいは初稿に相当するとの考え方がある。以前はこの考え方が有力であった。ここには、1863年に作曲された交響曲ヘ短調を、完成された作品に含めない見解が反映している。
ノヴァーク版を校訂したノヴァーク自身も、交響曲ヘ短調を「作曲者にとってこの作品は、単に作曲の実習であり、完成された作品ではないと考えていた」と解釈し、この第0番は1863年から1865年ごろに作曲されたものと考えた（1869年のものは改訂稿とみなした）。実際、ノヴァーク版スコアの序文も、この見解にしたがって解説されている（交響曲ヘ短調の見解についても）。
しかし最近になって、上記に否定的な見解が複数の研究者から提唱された。つまり、交響曲第1番のあとに第2交響曲を意図して作曲され、完成したものの最終的に取り消されたというものである。現在ではこちらの説のほうが有力である。たとえばウィリアム・キャラガンはこの説を支持している。

### 初演
初演は1924年5月17日に行われた。5月にまず後半2楽章のみ、10月12日に全楽章が演奏された。共にフランツ・モイスルの指揮による。なお、日本初演は1978年6月5日、大阪フェスティバルホールにおいて朝比奈隆の指揮で大阪フィルハーモニー交響楽団により行われた（録音はビクター音楽産業、現：ビクターエンタテインメントより発売もされた）。

## 楽器編成
フルート・オーボエ・クラリネット・ファゴット各2、ホルン4、トランペット2、トロンボーン3、ティンパニ、弦楽5部。

## 演奏時間
約46分（すべての繰り返しを含む）。

## 楽曲解説
作品の性格として、ベートーヴェンの交響曲第9番との相似性が指摘されることがある。各楽章の調性のほか、第1楽章主題が細かい音符で5度・4度の音程を跳躍させているのも相似点の一つである。もっとも、このような第1楽章の主題の性格は、前記の通りデッソフの疑問につながることとなった。
このほか部分的にブルックナーが1854年に作曲した「ミサ・ソレムニス」、1861年に作曲した「アヴェ・マリア」の主題との類似が指摘されることがある。

### 第1楽章
Allegro（アレグロ）
ニ短調、4分の4拍子。ソナタ形式。弦による第1主題はアルペッジョ風のトレモロ音形である。
お使いのブラウザーでは、音声再生がサポートされていません。音声ファイルをダウンロードをお試しください。
牧歌的で美しい第2主題は属調の同主調であるイ長調で提示される。
お使いのブラウザーでは、音声再生がサポートされていません。音声ファイルをダウンロードをお試しください。
力強い第3主題は平行調のヘ長調で示される。
お使いのブラウザーでは、音声再生がサポートされていません。音声ファイルをダウンロードをお試しください。
楽章全体は後のブルックナー作品と変わらぬほどの特質を備えている。

### 第2楽章
(Andante)（アンダンテ、ノヴァーク版では括弧がつく）
変ロ長調、4分の4拍子。ソナタ形式。ベートーヴェンの交響曲第9番の緩徐楽章を思わせる第1主題と
お使いのブラウザーでは、音声再生がサポートされていません。音声ファイルをダウンロードをお試しください。
ヘ長調による清楚な第2主題から、
お使いのブラウザーでは、音声再生がサポートされていません。音声ファイルをダウンロードをお試しください。
素朴な展開部へと進む。

### 第3楽章
Scherzo. Presto - Trio. Langsamer und ruhiger（スケルツォ。プレスト ― トリオ、緩やかに、かつ穏やかに）
ニ短調（主部がト短調とされている資料があるが、実際はニ短調である）、4分の3拍子。三部形式。荒々しく野性的な主部。
お使いのブラウザーでは、音声再生がサポートされていません。音声ファイルをダウンロードをお試しください。
ブルックナー休止につづいてト長調で短いが平穏なトリオが現れる。
お使いのブラウザーでは、音声再生がサポートされていません。音声ファイルをダウンロードをお試しください。
主部が反復され力強く締めくくられる。

### 第4楽章
Finale. Moderato - Allegro vivace（終曲。モデラート ― アレグロ・ヴィヴァーチェ）
ニ短調～ニ長調、8分の12拍子（序奏部） - 4分の4拍子（主部）。序奏つきソナタ形式。ゆっくりとした内省的な序奏から始まる。
お使いのブラウザーでは、音声再生がサポートされていません。音声ファイルをダウンロードをお試しください。
2小節のアッチェレランドののちアレグロ・ヴィヴァーチェとなり金管で攻撃的な第1主題が提示される。
お使いのブラウザーでは、音声再生がサポートされていません。音声ファイルをダウンロードをお試しください。
第2主題はハ長調でヴァイオリンで示される3連符の連続による軽快な主題。
お使いのブラウザーでは、音声再生がサポートされていません。音声ファイルをダウンロードをお試しください。
展開部と再現部を合体して構成するのは第9交響曲や第3交響曲第3稿でもなされている。
コーダの直前でLangsamer（よりゆっくりと）となりフルートのソロが第1主題を奏でた後、Schnell（速く）のトゥッティのコーダによりニ長調で全曲を終える。

## 楽譜・音源
出版譜は2種類ある。ひとつは1924年に出版されたヴェス（Wöss）版（いわゆる「初版」）、ひとつは1968年に出版されたノヴァーク版（第2次全集）である。なお、ハース校訂による第1次全集は、この曲の校訂・出版に至らなかった。
最初の商業録音は、1933年にベルリン国立歌劇場管弦楽団によって行われたが、ヴェス版によるスケルツォ楽章のみの演奏だった。最初の全曲録音はオランダ・フィルハーモニー管弦楽団によって1951年に行われた。
ブルックナーの交響曲「全曲」の演奏や録音では、この《第0番》を必ずしも含むとは限らず、むしろ含まない例の方が多い。世界で初めてブルックナーの交響曲全集を制作したフォルクマール・アンドレーエは第1番から第9番までの9曲を以って全集としている。その後もオイゲン・ヨッフム、ギュンター・ヴァント、ヘルベルト・フォン・カラヤンなど、全集を9曲で制作する指揮者が多かった。第0番を含めて全集としたのはベルナルト・ハイティンク指揮アムステルダム・コンセルトヘボウ管弦楽団が初めて（1963〜1971年、第0番は1966年録音）である。また、第0番を含んだ上に、さらに交響曲ヘ短調（「第00番」）まで加えた全集はゲンナジー・ロジェストヴェンスキー指揮ソヴィエト国立文化省交響楽団が初めて（1983〜1986年、第0番・ヘ短調は1983年録音）である。これ以後は、第0番やヘ短調も全集に収録されることが増えてきている。逆にフェルディナント・ライトナーなど、全集を制作しなかったものの第0番の録音を行なった指揮者もいる。
多くの録音はノヴァーク版によるが、フェルディナント・ライトナーのライヴ録音とヘンク・スプルイト、ベルナルト・ハイティンクのスタジオ録音は、ヴェス版を用いている。
なおノヴァーク版のスコアには、当初誤植が含まれていた（スケルツォ冒頭5小節目に来るべき金管の音符が、誤って次の小節に印刷されていた。この誤植は1994年に修正された）。ノヴァーク版に準拠した録音の一部は、この誤植に忠実に演奏したものも含まれる。

## その他
アルフレート・シュニトケの最初の交響曲も「第0番」の番号を与えられている。こちらはブルックナーとはやや意図が異なっているようであり、最初から「0番」という番号を与えられている。